# Austrochthonius parvus
Austrochthonius parvus är en spindeldjursart som först beskrevs av Cândido Firmino de Mello-Leitão 1939. 
Austrochthonius parvus ingår i släktet Austrochthonius och familjen käkklokrypare. Inga underarter finns listade.